# ¿Dónde va mamá?
|  |

El aguafuerte ¿Dónde va mamá? es un grabado de la serie Los Caprichos del pintor español Francisco de Goya. Está numerado con el número 65 en la serie de 80 estampas. Se publicó en 1799.

## Interpretaciones de la estampa
Existen varios manuscritos contemporáneos que explican las láminas de los Caprichos. El que se encuentra en el Museo del Prado se tiene como autógrafo de Goya, pero parece más bien despistar y buscar un significado moralizante que encubra significados más arriesgados para el autor. Otros dos, el que perteneció a Ayala y el que se encuentra en la Biblioteca Nacional, realzan la parte más escabrosa de las láminas.
- Explicación de esta estampa del manuscrito del Museo del Prado: Madama es hidrópica y la mandan pasear. Dios quiera que se alivie.[2]

- Manuscrito de Ayala: Idem anterior.[2]

- Manuscrito de la Biblioteca Nacional: La lascivia y embriaguez en las mujeres traen tras de sí infinitos desordenes y brujerías verdaderas.[2]

## Técnica del grabado
Esta estampa es una de las pocas que el pintor firmó, siempre en la esquina inferior izquierda.